# 응우옌푹홍떱
응우옌푹홍떱(베트남어: Nguyễn Phúc Hồng Tập / 阮福洪槢 완복홍습, ? ~ 1864년 12월), 또는 부떱(베트남어: Vũ Tập / 武槢 무습)은 응우옌 왕조의 황족이다. 민망 황제의 아들인 부평군왕(富平郡王) 응우옌푹미엔아오의 아들로, 생모는 부씨(武氏)이다.

## 생애
1858년, 프랑스가 스페인과 연합해 코친차이나 전역을 일으켜 베트남군을 대패시키고 코친차이나를 점령하였다. 1862년, 뜨득 황제가 판타인잔, 럼주이히엡을 보내 담판을 벌여 《제1차 사이공 조약》을 체결하였고, 그에 따라 자딘성, 딘뜨엉성, 비엔호아성 및 꼰선섬을 프랑스에 할양하였다. 그러나 이는 뜨득 황제의 '토지는 절대 허락하지 않고, 사교(邪敎, 천주교) 또한 행해질 수 없다'는 원칙을 위배한 것이었기 때문에 여러 신하들의 질타를 받게 되었다. 1864년, 응우옌푹홍떱은 조약의 체결이 뜨득 황제의 본의에서 나온 것이 아니며 판타인잔이 제멋대로 자신의 주장대로 한 것이라고 여겨 병사를 일으켜 반란한 뒤 판타인잔 등 주화파 세력을 죽이려고 하였다. 응우옌푹미엔아오는 소식을 듣고 근심하다가 죽고 말았다.
뜨득 황제는 호앙지에우를 파견해 토벌하도록 했고, 향차현(香茶縣)에서 그를 격파하였다. 응우옌푹홍떱은 후에 황성으로 압송되어 여러 형제 및 자식, 조카들과 함께 모반죄로 주살되었다. 뜨득 황제는 그의 이름을 존인부(尊人府)에서 제명하고 생모의 성씨를 따르게 고쳐 부떱이라고 칭하게 하였다.

## 참고 문헌
- 《대남식록·정편제4기(正編第四紀)·익종영황제기(翼宗英皇帝紀)》권30(卷三十) 뜨득 17년 12월(嗣德十七年十二月) 공자홍떱모불법사좌참결조(公子洪槢謀不法事坐斬決條)